# جيفت موتوبا
جيفت موتوبا (بالإنجليزية: Gift Motupa)‏ (23 سبتمبر 1994 جنوب أفريقيا - ) هو لاعب كرة قدم جنوب أفريقي، يلعب كلاعب وسط، شارك في كرة القدم في الألعاب الأولمبية الصيفية 2016.

## روابط خارجية
- جيفت موتوبا على موقع الاتحاد الدولي (مؤرشف)  (الإنجليزية)
- جيفت موتوبا على موقع قاعدة بيانات كرة القدم.إي يو (الإنجليزية)
- جيفت موتوبا على موقع ناشيونال فوتبول تيمز (الإنجليزية)
- جيفت موتوبا على موقع Soccerway.com (الإنجليزية)
- جيفت موتوبا على موقع عالم كرة القدم.نت (الإنجليزية)
- جيفت موتوبا على موقع اللجنة الأولمبية الدولية (الإنجليزية)
- جيفت موتوبا على موقع أوليمبيديا (الإنجليزية)